# Fürstbistum Montenegro
Das orthodoxe Fürstbistum Montenegro war ein geistliches Territorium, das von 1516 bis 1851 auf dem Gebiet des heutigen Montenegros existierte. Es wurde vom Erzbischof von Cetinje regiert und war ab dem 18. Jahrhundert de facto ein russisches Protektorat.

## Name
Das Land wird in den Geschichtswissenschaften auch als „Erzbistum Cetinje“ bzw. „Metropolie Cetinje“ bezeichnet, was der kirchenrechtliche Name des Gebiets war. Metropolit Danilo I. (1696–1735) nannte sich selbst „Danil, Metropolit von Cetinje, Njegoš, Fürst des serbischen Landes“ („Данил, владика цетињски, Његош, војеводич српској земљи …“).
Als unter Petar I. die Bjelopavlićko-Ebene und der Rest des Hochlands („Die sieben Berge“) zum Staatsgebiet kamen, wurde der Staat in Crna Gora i Brda („Montenegro und die Hügel“) umbenannt. Im Gesetzbuch Danilo II./I. von 1855 hält er ausdrücklich fest, dass er der „Knjaz und Gospodar des freien Montenegros und der Hügel“ ist.

## Staatsstruktur
Das Land war de facto mit dem kirchlichen Erzbistum Cetinje identisch. Als Staatsoberhaupt fungierte der Fürstbischof (Vladika), der als Metropolit von Cetinje auch kirchliches Oberhaupt war. Dieses Amt wurde ab 1697 innerhalb der Familie Petrović-Njegoš vererbt; daraus entstand im 19. Jahrhundert die montenegrinische Fürstendynastie der Petrovići.
Diese eigene Form von Theokratie konnte allerdings nur unter Zustimmung der führenden Clans Montenegros funktionieren. Die tatsächliche Machtfülle, die der Vladika hatte, hing vom jeweiligen Amtsinhaber und seinem Verhältnis zu den Clans ab.

## Geschichte

### Fall von Zeta
Im Jahr 1360 hatte sich ein unabhängiges Fürstentum namens Zeta gebildet, das ab 1427 durch die Dynastie Crnojević regiert wurde. Ihr Abwehrkampf gegen die Osmanen hatte mit der Zeit immer weniger Erfolg und nachdem die Ebenen des Landes 1498 erobert worden waren, wurden sie in den Sandschak Shkodra eingegliedert. 1514 wurden sie in einen eigenen Sandschak überführt, der von Skanderbeg Crnojević regiert wurde – einem zum Islam konvertierten Mitglied der ehemaligen Herrscherdynastie. Während der Süden Zetas also unter ottomanische Herrschaft kam, konnten sich im Norden die freien Montenegriner halten und standen nur nominell unter osmanischer Oberherrschaft. Skanderbegs älterer Bruder Đurađ zog sich aus Ober-Zeta jedoch 1498 nach Venedig zurück.

### Nicht-erbliches Fürstbistum
Eindeutige Quellen zur Gründung des Fürstbistums fehlen. Laut der Landesgeschichte von Petar I. soll der erste Fürstbischof Vavila ab 1516 gewesen sein. Angeblich habe Đurađ Crnojević die Macht in Ober-Zeta formell an ihn übergeben. Der Zusammenschluss von Kirche und Staat brachte letzterem jedenfalls Stabilität, da eine institutionalisierte Form der Sukzession gegeben war und Erbkämpfe zwischen den Clanchefs vermieden wurden. Auch war es ein deutliches Zeichen gegen die muslimischen Osmanen.
In dieser Periode kamen die Fürstbischöfe aus verschiedenen Familien und wurden durch Volksversammlungen gewählt. Petar I. schrieb später: „Der Vladika (Fürstbischof) ist ein vorbildlicher Montenegriner, so wie es die erste Vladikas waren, und er kann niemand anderer als ein geborener Montenegriner aus einer der besten Familien sein.“ Eine romantisierte Geschichtsschreibung besagt: „Die Vladikas waren echte spirituelle und populäre Anführer der Montenegriner. Der Vladika war Beschützer der spirituellen Kraft und des Selbstbewusstseins der Menschen, basierend auf Glaube und der Tradition des Heldentums und glorreicher Vorfahren … die Vladikas regierten nicht durch brutale Gewalt, sondern durch puren moralischen Einfluss, Zureden und Gebete. Und sie erkannten die oberste Autorität des Glaubens und der Kirche an, in der die Vladikas und die Menschen eins waren. Es war eine besondere Art der spirituellen Brüderschaft.“ Faktisch war das Gemeinwesen aber nur lose, durch rivalisierende Clanstrukturen geprägt, und hielt vor allem durch die Bedrohung von außen zusammen. Um tatsächliche weltliche Macht zu besitzen, war der Vladika auf die Kooperation der Clanchefs angewiesen.

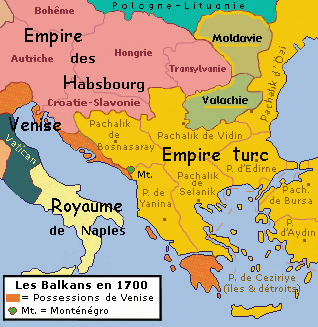
Der kleine Binnenstaat Montenegro, gedrängt zwischen dem Osmanischen Reich und Venedig.

Die Institution des theokratischen Staatsoberhauptes und seine Amtsinhaber werden von der montenegrinischen Geschichtsschreibung als Schlüssel zur Jahrhunderte überdauernden Unabhängigkeit, der nationalen Identität und Einheit gesehen. Vom osmanischen Reich umschlossen, im Hochland um das Lovćen-Massiv geschmiegt, behielt Montenegro seine Souveränität. Lediglich in die venezianische Hafenstadt Cattaro gab es eine Verbindung, die nicht durch osmanisches Territorium führte, über die „Stufen von Cattaro“.
Nachdem so ein Jahrhundert vergangen und die Montenegriner sich sehr passiv verhalten hatten, wurde das Fürstbistum unter Metropolit Ruvim II. Boljević-Njeguš militärisch aktiv und konnte Erfolge gegen die Osmanen in zwei Schlachten bei Ljeskopolje (1603 und 1613) erzielen.

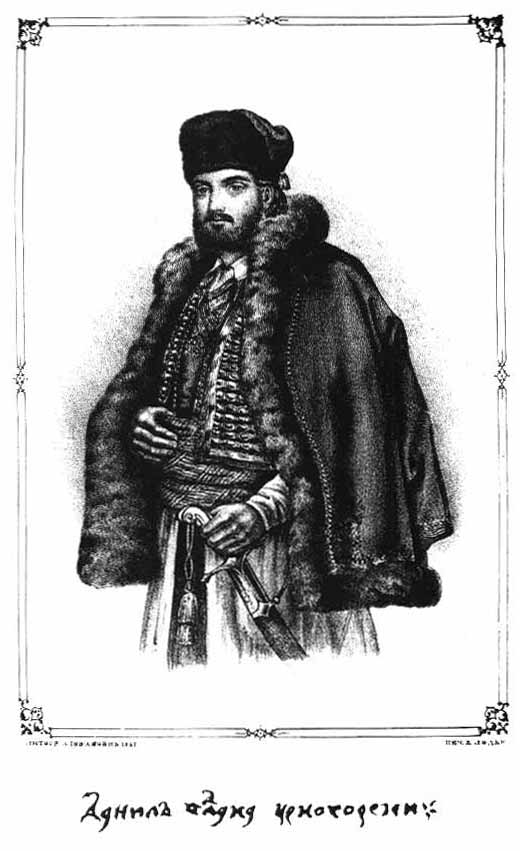
Danilo I. von Montenegro

Im 17. Jahrhundert befand sich der kleine Binnenstaat de facto im Dauerkriegszustand mit dem Osmanischen Reich. Obwohl die osmanischen Streitkräfte einige Niederlagen einstecken mussten, konnten sie Cetinje selbst in den Jahren 1623, 1687, und 1712 einnehmen.
Drei Faktoren können das Scheitern der Osmanen, Montenegro vollständig zu unterwerfen, erklären:
- der hartnäckige Widerstand der Bevölkerung,
- das unwirtliche Terrain, mit dem die osmanischen Soldaten nicht zurechtkamen,
- die diplomatischen Verbindungen Montenegros mit Venedig.[13]

1696 wurde Danilo I. Petrović-Njegoš mit der neuen Vollmacht zum Vladika gewählt, dass er seinen Nachfolger selbst bestimmen dürfe. Als diesen bestimmte Danilo seinen Neffen Sava, womit eine Erbmonarchie entstand. Zwar durften die Fürstbischöfe aufgrund der Bestimmungen der orthodoxen Kirche nicht heiraten und mussten zölibatär leben, jedoch wurde es zum Usus, den Posten vom Onkel an den Neffen weiterzugeben.
Während der Herrschaft von Danilo I. ereigneten sich zwei wichtige Veränderungen in der europäischen Politiklandschaft: Die Expansion der Osmanen wurde gestoppt und teilweise umgekehrt, und das aufstrebende russische Zarenreich wurde eine wichtige Macht. So ersetzte Russland auch schon bald das schwindende Venedig als Patron Montenegros. Nachdem Danilo im Jahr 1715 Peter den Großen in Russland besucht hatte, erhielt Montenegro finanzielle Hilfe von den Russen, konnte in der Folge Territorium einnehmen und wurde im Jahr 1789 unter Petar I. von der Hohen Pforte schließlich als unabhängiger Staat anerkannt.

### Herrschaft von Stefan dem Kleinen
Als kuriose Episode ging die Herrschaft des Abenteurers Šćepan Mali in die Geschichtsbücher ein. Dieser traf zu Weihnachten 1766 in Montenegro ein. Gezielt gestreute Gerüchte besagten, bei ihm handle es sich um den untergetauchten Zar Peter III., der jedoch bereits vier Jahre zuvor gestorben war. Die russlandaffinen Montenegriner glaubten der abenteuerlichen Geschichte und machten Mali 1768 unter dem Namen „Stefan der Kleine“ zu ihrem Herrscher. Fürstbischof Sava II., der Erkundigungen eingeholt hatte, bezichtigte Mali schließlich des Betrugs, wurde von diesem jedoch unter Hausarrest gestellt.
Stefan der Kleine wurde aufgrund seiner brutalen Methoden von seinen Untertanen respektiert und gefürchtet. Der Diplomat Georgi Dolkoruki, der vom russischen Hof gesandt worden war, um Stefan zu stürzen und Kontrolle über Montenegro zu erlangen, sah dies und realisierte, dass ganz Montenegro hinter dem Herrscher stand. Daraufhin schloss Dolkoruki eine Allianz mit Stefan und unterstützte ihn sogar finanziell. 1771 gründete Stephan den ersten permanenten Gerichtshof Montenegros. Er bestand aus den meistrespektiertesten Clanführern und war der erste Versuch, ein Rechtswesen zu etablieren.

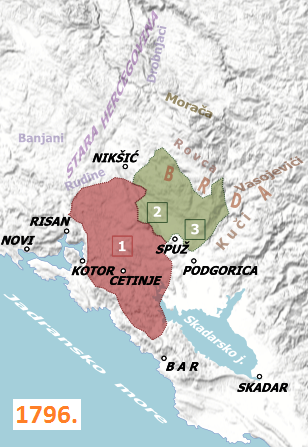
Das „Alte Montenegro“ (1), die Siedlungsgebiete der Bjelopavlići (2) und Piperi (3) sowie der Kuči

Der Wesir von Shkodra, Kara Mahmud Bushati, ordnete in einem Versuch, das nördliche Nachbarland zu erobern, ein Attentat auf Stefan an. Am 22. September 1773 wurde Stefan Mali im Schlaf von seinem Barbier ermordet. Bushatis Armee griff daraufhin mit 30 000 Mann den Kuči-Stamm (nordöstlich von Podgorica beheimatet) an. Das neue Gemeinschaftsgefühl sorgte jedoch dafür, dass die Hochland-Stämme der Piperi und Bjelopavlići die Kuči gegen die Osmanen unterstützten und sie schließlich schlagen konnten.

### Fürstbistum unter der Familie Petrović-Njegoš
Das Machtvakuum nach Stephans Tod wollte Jovan Radonjić füllen, der bereits den Posten des Guvernadur (Gouverneur) bekleidete. Dieses Amt war in den 1690ern zunächst als diplomatische Vertretung Venedigs in Montenegro gegründet worden. Seit 1756 wurde es innerhalb der Familie Radonjić vererbt und hatte eine Reihe von Befugnissen angesammelt, vergleichbar denen eines Premierministers.
Radonjić hatte die Unterstützung Venedigs und Österreichs, konnte sich jedoch nicht gegen die Clans durchsetzen. Auf dem Papier war Vladika Sava II. weiterhin Staatsoberhaupt Montenegros, der schwache Herrscher dürfte aber auch in seinen letzten Jahren keine reelle Macht innegehabt haben. Nach seinem Tod 1781 wurde der von Sava ausgewählte Arsenije Plamenac neuer Fürstbischof, er wurde von den Clans jedoch nicht akzeptiert und hatte ebenfalls keine weltliche Macht inne. Nach Plamenacs überraschendem Tod 1784 wählten die Clanchefs mit Petar I. Petrović-Njegoš erstmals seit hundert Jahren wieder selbst einen Fürstbischof, wobei auch er erneut aus der Petrović-Dynastie stammte.
Petars Regentschaft war geprägt vom Kampf gegen die Osmanen und ihre Vasallen, wo der Wesir Bushati weiterhin eine große Rolle spielte. 1796 kam es zu einer großen Schlacht bei Martinići in der Bjelopavlićko-Ebene, bei der 3.000 Montenegriner rund 18.000 osmanische Soldaten unter Bushati geschlagen haben sollen. Die von den Montenegrinern perfektionierte Guerilla-Taktik half ihnen, ihre Verluste minimal zu halten. Noch im selben Jahr wollte Bushati zurückschlagen und marschierte mit seiner Armee über Podgorica auf Cetinje zu. Nachdem die osmanische Armee den Fluss Sitnica überquert hatte, stieß sei bei Kruse auf die wartenden montenegrinischen Truppen. Bushati wurde in der Schlacht getötet und die Osmanen entscheidend geschlagen. Durch diese Siege gestärkt, festigte Petar seine Kontrolle über die Gebiete der Bjelopavlićko-Ebene und des Hochlands von Brda, daie zuvor Anlass der Kämpfe gegen die Osmanen gewesen waren.
Die Eroberungen Napoleons hatten mittlerweile auch Auswirkungen auf Montenegro. Dieses machte sich Hoffnungen auf einen Meerzugang über die Bucht von Kotor und beobachtete gespannt die Koalitionskriege. 1805 musste Österreich die erst acht Jahre zuvor von Venedig übernommene Bucht an das napoleonische Königreich Italien abtreten. 1806 trat Montenegro an der Seite Russlands in den Vierten Koalitionskrieg ein und besetzte mit der Hilfe des russischen Admirals Dmitri Senjawin die Bucht von Kotor. Im Frieden von Tilsit fiel sie jedoch wieder an Frankreich. 1813 trat Montenegro wiederum in den Sechsten Koalitionskrieg ein und besetzte die Bucht erneut (unterstützt durch Waffenlieferungen von Russland und Großbritannien). Eine Volksversammlung in Kotor beschloss die Vereinigung mit Montenegro. Doch im Wiener Kongress wurde die Kontrolle über die Bucht mit russischer Zustimmung erneut Österreich gewährt.
Nach Petars Tod im Jahr 1830 wurde sein Neffe Rade Petrović als Petar II. Fürstbischof. Dieser baute ein modernes Staatswesen mit Verwaltungs- und Vollzugsbehörden auf und eröffnete 1843 die erste Schule Montenegros. 1833 führte er gegen den Widerstand vieler Clans, die auf ihre Autonomie pochten, staatliche Steuern ein. In einem Machtkampf gegen den Guvernadur und seine Familie verbannte Petar II. viele Mitglieder des Radonjić-Clans, während der amtierende Guvernadur Vukolaj Radonjić am 16. Januar 1832 gerichtlich verurteilt wurde und in politische Haft im Kerker des Cetinje-Klosters kam. Der Posten wurde anschließend abgeschafft.
1851 verstarb Petar II. überraschend durch ein Lungenleiden. Obwohl er seinen Neffen Danilo zu seinem Nachfolger bestimmt hatte, erklärte der Senat Danilos älteren Bruder Pero zum Fürsten von Montenegro. Damit leitete das Parlament eine Trennung von Staat und Kirche ein, da Pero nicht den traditionellen Posten des Vladika beanspruchte. Danilo kehrte jedoch 1852 aus seinem Ausbildungsland Russland zurück und brachte mit sich ein Schreiben, in dem Zar Nikolaus die Krönung Danilos als Fürst befürwortet. Pero zog seine Ansprüche zurück und wurde Senatspräsident, während Danilo das säkulare Fürstentum Montenegro proklamierte.

## Liste der Staatsoberhäupter
Metropoliten durch Wahl
- Vavila (Metropolit bereits seit 1493) (1516–1520)
- German II. (1520–1530)
- Pavle (1530–1532)
- Vasilije I. (1532–1540)
- Nikodim (1540)
- Romil (1540–1559)
- Makarije (1560–1561)
- Ruvim I. (1561–1569)
- Pahomije II Komanin (1569–1579)
- Gerasim (1575–1582)
- Venijamin (1582–1591)
- Nikanor (1591–1593) und Stefan (1591–1593)
- Ruvim II. Boljević-Njegoš (1593–1636)
- Mardarije I. Kornečanin (1639–1649)
- Visarion I. (1649–1659)
- Mardarije II. Kornečanin (1659–1673)
- Ruvim III. Boljević (1673–1685)
- Vasilije II. Velikrasić (1685)
- Visarion II. Bajica (1685–1692)
- Sava I. Kaluđerović (1694–1696)

Metropoliten aus der Familie Petrović-Njegoš (siehe auch Liste bei Petrović (Dynastie in Montenegro))
- Danilo I. (1696–1735)
- Sava II. (1735–1782)
- Vasilije III. (1750–1766)
- Arsenije Plamenac (1781–1784)
- Petar I. (1782–1830)
- Petar II. (1830–1851)
- Pero (1851, umstritten)
- Danilo II. (1851–1852)